# Зайчик (фільм)
«Зайчик» (рос. «Зайчик») — російський радянський комедійний художній фільм кіностудії Ленфільм. Перша повнометражна стрічка Леоніда Бикова, знята у 1964.
Працівник театру на прізвище Зайчик — надмірно сором'язливий і чемний чоловік, який не вміє за себе постояти. Одного разу, помилково вирішивши, що йому лишилося жити місяць, Зайчик вирішує проявити сміливість і змінює не тільки власне життя, а й життя багатьох людей на краще.

## Сюжет
Одного дня в театрі повинна відбутися прем'єра вистави. Але раптом всі помічають, що немає гримера та перукаря Зайчика. Він запізнювався, і як виявилося, шукав таксі, бо пропустив одне через водія-хама. Прем'єр ледь не зривається, але в останні хвилини з'являється Зайчик. Після прем'єри гримера викликає директор театру й починає лаяти Зайчика за запізнення, принижує його. І ніхто навіть не здогадується, що у Зайчика сьогодні день народження.
Увечері він заходить в гості до своєї знайомої актриси Наташі, яку він кохає. Зайчик розповідає їй, що у нього день народження та хоче відсвяткувати його з нею. Наташа дарує йому подарунок і бажає, щоб він став хоробрим та сміливим, але при цьому дорікає його в надмірній соромливості та жартує, що йому «лікуватися треба».
Зайчик вирішує сходити на прийом до психотерапевта. Та лікар виявляється новачком і висловлюється надто науково. Не зрозумівши свого діагнозу, Зайчик повертається спитати, що він означає. І випадково чує як лікар говорив про хворобу справжнього зайця «протягне цей зайчик місяць, не більше». Зайчик вирішив, що через місяць помре, тому вирішує прожити залишок часу так, щоб його запам'ятали за гарні вчинки.
Спочатку він садить на подвір'ї деревце; але потім від нього вимагають знищити саджанець дуба, бо на цьому місці стоятиме гараж директора театру. Зайчик починає відстоювати деревце, прийшовши до директора. Той сварить Зайчика і вимагає, щоб він звільнився, але потім передумує і каже, що перенесе гараж, якщо на те буде офіційний дозвіл. Зайчик іде до чиновника Шабашникова, який постійно його перебиває, і сприймає чергову відмовку як дозвіл на знесення паркана, що заважає розміщенню гаража.
Наступного дня дружинники відвідують Зайчика і пояснюють йому, що дозвіл був на фарбування паркана, а не знесення. Потім Зайчика самого сприймають за дружинника і йому не вистачає сміливості заперечити. В компанії ще двох новопризначених дружинників він допомагає різним людям. Зайчик телефонує Наташі, але його перебиває жінка, котра просить його про допомогу. Вона розповідає про нахабну коханку свого чоловіка, а Зайчик чекає Наташу в ресторані. Тепер Наташа думає, що в Зайчика з'явилася інша кохана. Напившись, він встряє у бійку і вдруге зателефонувати до Наташі йому вдається тільки ввечері. Однак, Наташа насправді перебуває поряд, а п'яний Зайчик цього не розуміє.
Далі Зайчик безуспішно ламає паркан, з якого почалися його неприємності, і Шабашников каже секретарці ні за яких умов не пускати його в кабінет. Зайчик відвідує директора театру, якому висловлює невдоволення його ставленням до колег. Пізніше актор Журавський відмовляється вийти на сцену і Зайчик іде замість нього, бо давно вивчив слова. Роль не вдається, але це перетворює виставу на комедію, що виявилося до вподоби глядачам. Директор дякує Зайчику за спробу виправити становище, а Наташа цілує Зайчика за його сміливість.
Зайчик і Наташа вирішують одружитися, але весілля припадає на 21-е число — останній день, коли Зайчик нібито ще буде живий. Щоб переконати Шабашкіна дати дозвіл на знесення паркана, Зайчик приводить до нього дітей, яким не лишиться місця де гратися. За цю витівку його відправляють у психлікарню, де його зустрічає той самий лікар і пояснює, що насправді Зайчик здоровий. Йдучи пояснити все Наташі, він «рятує» дівчинку на колії, якою давно не їздять потяги. Але головне, що він став сміливим і здобув власну гідність.

## У ролях
- Леонід Биков — Зайчик
- Ольга Красіна — Наташа
- Олексій Кожевников — молодий лікар
- Ігор Горбачов — службовець Шабашников
- Сергій Філіппов — директор театру
- Георгій Віцин — помічник директора
- Ігор Дмитрієв — актор
- Глікерія Богданова-Чеснокова — прима театру
- Любов Малиновська — секретар
- Єлизавета Уварова — медсестра
- Аркадий Трусов — епізод
- Георгій Штіль — епізод
- Віра Титова — епізод
- Володимир Казарінов — диригент
- Георгій Сатіні — епізод
- Олег Хроменков
- Іван Пальму
- Микола Гаврилов
- Павло Панков
- Павло Первушин
- Лев Стєпанов

## Цікаві факти
- Попри те, що фільм в перші ж тижні прокату зібрав понад 20 млн глядачів, керівництво «Ленфільму» вирішило стрічку негласно заборонити, через критику бюрократичної радянської системи у фільмі.

## Знімальна група
- Режисер: Леонід Биков
- Автори сценарію: Михайло Гіндін, Генріх Рябкін, Кім Рижов
- Оператор: Сергій Іванов
- Художник-постановник: Белла Маневич
- Композитор: Андрій Петров
- Звукорежисер: Бетті Лівшиц

## Технічні дані
- Кольоровий
- Звуковий